# YTN
YTN(와이티엔)은 유료 플랫폼으로 방송하는 24시간 보도전문채널이다.
본사는 서울특별시 마포구 상암산로 76 (상암동)에 있다.

## 연혁

### 1990년대
- 1993년 9월 14일 연합TV뉴스로 설립
- 1993년 9월 28일 종합보도채널 승인
- 1994년 서울특별시 종로구 수송동 YTN 스튜디오 공사
- 1995년 3월 1일 TV 방송 개국[2] (서울특별시 종로구 수송동 YTN 스튜디오 준공)
- 1995년 4월 1일 일본 민영방송사인 TBS 텔레비전 보도협정 제휴
- 1995년 4월 4일 YTN 도쿄지사를 TBS도쿄방송 방송센터 빅 햇 개설
- 1997년 12월 1일 연합통신에서 한전KDN으로 대주주 변경
- 1998년 연합통신(현 연합뉴스)에서 분사
- 1999년 2월 2일 사명을 연합TV뉴스에서 YTN으로 변경

### 2000년대
- 2000년 4월 8일 남산 서울타워 인수
- 2001년 4월 해외 위성 방송 시작
- 2001년 9월 코스닥 등록(매매 개시)
- 2003년 4월 1일 Digital YTN(현 YTN PLUS) 설립
- 2004년 12월 케이블 연예뉴스 전문방송 YTNstar(현재 Kstar) 개국 및 (주)월드와이드넷 인수(YTN 미디어)
- 2005년 3월 1일 TV 방송 개국 10주년
- 2005년 10월 21일 숭례문 YTN 사옥으로 이전[3]
- 2005년 12월 1일 YTN DMB 개국
- 2006년 7월 28일 방송 10만시간 돌파
- 2007년 9월 17일 사이언스TV 개국
- 2008년 3월 1일 YTN뉴스FM 시험방송
- 2008년 4월 30일 YTN뉴스FM 개국 (FM 94.5 MHz)
- 2009년 7월 1일 전면 HD 방송 개시
- 2009년 10월 5일 YTN뉴스FM에서 YTN라디오로 변경

### 2010년대
- 2010년 11월 8일 사이언스TV에서 YTN 사이언스로 변경
- 2011년 7월 1일 YTN Weather 개국
- 2014년 4월 7일 YTN 새 CI 선포, Vision 2024 선포, 상암동 YTN 뉴스퀘어(Newsquare)로 신사옥 이전 및 준공
- 2015년 3월 1일 TV 방송 개국 20주년
- 2015년 7월 1일 채널명을 YTN Weather에서 YTN 웨더&라이프로 변경
- 2015년 12월 31일 YTN 서울타워 플라자 개관
- 2017년 1월 1일 채널명을 YTN 웨더&라이프에서 YTN 라이프로 변경
- 2017년 12월 23일 생방송 20만 시간 돌파

### 2020년대
- 2020년 3월 2일 남인천방송에서 YTN의 채널 번호가 24번에서 0번으로 변경 YTN 채널24번 정리하고
- 2021년 3월 1일 채널명을 YTN 라이프에서 YTN2로 변경
- 2021년 5월 20일 KT 스카이라이프에서 YTN의 채널 번호가 24번에서 0번으로 변경[4]
- 2022년 10월 25일 B tv에서 YTN의 채널 번호가 24번에서 0번으로 변경
- 2022년 12월 1일 JCN 울산중앙방송에서 YTN의 채널 번호가 24번에서 2번으로 변경
- 2023년 10월 31일 유진그룹 계열사 최종 낙찰
- 2024년 4월 2일 YTN 24로 전환
- 2024년 5월 1일 YTN 뉴스 전면 개편 (YTN 뉴스퀘어 4AM, YTN 뉴스START, YTN 뉴스UP, YTN 뉴스퀘어 10AM, YTN 뉴스NOW, YTN 뉴스퀘어 2PM, YTN 뉴스ON, YTN 뉴스PLUS, YTN 뉴스퀘어 8PM, YTN 뉴스NIGHT, YTN 24 (2350)) 및 YTN 뉴스와이드 재개
- 2024년 6월 12일 FACT 추적 신설.
- 2024년 7월 19일 김성경의 남산드라이브 신설 18부작.
- 2024년 11월 22일 김성경의 남산드라이브 마지막 방송.
- 2025년 3월 1일 개국 30주년.

## 로고 (CI) 연혁

1993년-1995년
1995년-2000년
2000년-2014년
2014년-현재

## 채널

### 운영 채널
- YTN - 24시간 뉴스 전문 채널
- YTN 사이언스 - 과학 전문 채널
- YTN2 - 정보 교양 채널
- YTN KOREAN · WORLD - 해외 동포를 위한 한국어 뉴스 채널, 전 세계 740만 재외 동포, 다문화 가족, 한국 문화에 관심 있는 전 세계 한류팬을 위한 정보 교양 채널
- YTN PLUS - 국내 주요 포털사이트와 모바일 등 다양한 뉴미디어를 통해 영상 콘텐츠를 실시간 제공 및 유통

### 자회사 채널
- YTN라디오(94.5㎒, YTN의 뉴스전문 라디오 채널 2008년 4월 30일 YTN라디오뉴스로 개국, 2009년 10월 5일 YTN라디오로 개국)
- YTN DMB(TV 채널, 2005년 12월 1일 지상파DMB TV채널로 개국 종합편성채널 2016년 8월 1일 고화질DMB로도 동시 송출)

### 관계사 채널
- K-STAR(초록뱀미디어 소속 채널. 1995년 A&C 코오롱으로 개국, 1999년 예술영화TV로 채널명 변경, 2002년 무비플러스로 채널명 및 장르명 변경, 2004년 YTN이 월드와이드넷(전 iHQ)을 인수하면서 YTN STAR로 채널명 및 장르명 변경, 2008년 YTN과의 계열 분리, 2009년 Y-STAR로 채널명 변경, 2015년 iHQ에 인수, 2021년 8월 초록뱀미디어에 채널 운영권을 매각, 지금은 YTN과는 같은 계열사가 아니지만 YTN과 상호 관계를 아직 유지하고 있다.

### 폐국 채널
- 사이언스TV : 폐국 후 YTN 사이언스로 변경
- YTN Weather : 폐국 후 YTN 웨더&라이프로 변경
- YTN 웨더&라이프 : 폐국 후 YTN 라이프로 변경
- YTN 라이프 : 폐국 후 YTN2로 변경
- YTN STAR : 폐국 후 Y STAR로 변경, 전 iHQ에 인수, 초록뱀미디어에 채널 운영권 매각

## 비전
- 2014년 4월 7일부터 상암동 YTN뉴스퀘어에 입주하면서 새로운 CI와 VISION 2024를 선포했다.
- VISION 2024: 행복한 미래를 여는 글로벌 콘텐츠 리더
- 비전 슬로건: Exclusive Tomorrow 더 나은 내일을 전합니다.

## 연중 캠페인
- 2004년: 다시 뛰는 코리아
- 2005년: 2005 비전 코리아 희망을 열자!
- 2006년: 더불어 사는 우리 함께 가는 대한민국
- 2007년: Upgrade Korea: 나눔, 상생, 화합
- 2008년: 새출발, 희망한국! 화합과 도약
- 2009년: 희망한국, 힘모아 미래로!
- 2010년: 글로벌 리더 G20 코리아!
- 2011년: 행복한 사회 스마트 코리아
- 2012년: 나누는 행복, 따뜻한 사회
- 2015년: 도전과 혁신, 희망 한국
- 2016년: 힘찬 도약, 미래로!
- 2017년: 상식·원칙·정의 바로 서는 대한민국
- 2018년: 올바른 사회, 희망찬 내일
- 2019년: 맑은 공기, 숨 편한 대한민국
- 2021년: 다시, 일상으로!
- 2022년: 새로운 일상, 당신 곁의 YTN
- 2023년: 공정한 사회, 희망찬 내일
- 2024년: 존중과 포용 더 나은 대한민국
- 2025년: 함께한 30년, 당신 곁의 YTN

## 조직

### 임원실
- 대표이사
- 총괄 상무
- 미디어경영본부장
- 보도혁신본부장
  - 보도행정팀
- 감사

### 감사실
- 감사실장

### 디지털센터
- 디지털기획에디터
- 디지털제작에디터
- 디지털전략팀
- 디지털뉴스팀
- 뉴스큐레이션팀
- 디지털제작팀
- 스타팀

### 시청자센터
- 시청자에디터
- 커뮤니케이션팀
- 심의팀
- 편성기획팀
- 편성운영팀

### 기획조정실
- 기획전략팀
- 인사팀
- 재무회계팀
- 법무팀

#### 경영지원실
- 경영지원팀
- 자산운영팀

### 마케팅국
- 마케팅부국장
- 기획전략팀
- 광고운행팀
- 마케팅1팀
- 마케팅2팀
- 마케팅3팀
- 디지털마케팅팀

### 미디어사업국
- 총괄사업팀
- 매체협력팀
- 디지털사업팀

### 타워사업국
- 타워운영팀
- 타워사업팀

### 보도국
- 보도국장
- 편집부국장
- 이슈기획팀장
- 편집CP
- 정치부
- 경제부
- 사회부
- 전국부
- 문화산업부
- 과학기상부
- 스포츠부
- 국제부
- 앵커팀
- 뉴스지원팀
- 뉴스편집1,2,3,4부

### 영상국
- 영상취재1부
- 영상취재2부
- 영상취재3부
- 영상편집부
- 영상아카이브팀

### 디자인센터
- 보도디자인팀
- 뉴스디자인팀
- 브랜드전략팀
- OAP팀

#### 보도제작국
- 보도제작CP
- 제작1팀
- 제작2팀

### 기술국
- 기술관리부
- IT시스템팀
- 송출기술부
- 뉴스기술부
- 제작기술부
- 중계부
- 디지털연구개발팀
- 기술연구소

### 해설위원실
- 해설위원실장

### 2TV국
- 편성기획팀
- 콘텐츠제작팀

### 글로벌센터
- 글로벌기획팀
- 콘텐츠제작팀
- 플랫폼서비스팀

### 사이언스TV국
- 편성기획팀
- 콘텐츠제작팀
- 과학뉴스팀
- 방송지원팀

### 노동조합
- 전국언론노동조합 YTN 지부
- 조합원수 약 687명
- 노조위원장

### DMB 센터
- DMB 상무
- DMB 센터장
- 정책사업팀
- 편성제작팀
- 기술팀

### 라디오센터
- 상무이사
- 기획팀
- 편성심의팀
- 뉴스제작팀
- 방송기술팀
- 마케팅팀

## 프로그램
- YTN 뉴스퀘어 4AM
- YTN 뉴스START
- YTN 뉴스UP
- YTN 뉴스퀘어 10AM
- YTN 뉴스NOW
- YTN 뉴스퀘어 2PM
- YTN 뉴스ON
- YTN 뉴스PLUS
- YTN 뉴스퀘어 8PM
- YTN 뉴스NIGHT
- YTN 뉴스와이드
- YTN 24
  - YTN 24 (100)
  - YTN 24 (200)
  - YTN 24 (300)
  - YTN 24 (1350)
  - YTN 24 (1450)
  - YTN 24 (2350)
- YTN 뉴스특보
- 사이언스 투데이
- 해외안전여행정보
- 시청자 비평 플러스
- 글로벌 리포트
- 컬처INSIDE
- FACT 추적
- 뉴 돌발영상
- 혁신 코리아
- 현장 생중계
- YTN 스페셜

## 공채기수(방송기자, 촬영기자, 영상편집기자, 앵커, 방송디자이너, 방송기술, 프로듀서, 경영)
- 1994년 1월~8월: (공채 1기) 강성웅, 김대경, 김정회, 김종균, 김주환, 손재호, 왕선택, 오유철, 이교준, 정희인, 최재민, 조상우, 김자영
- 1994년 9월~12월: (공채 2기) 권영희, 김문경, 김선희(보도국 문화산업부장), 김영수(라디오센터장), 김정아, 김정한, 김진두, 박희천, 류충섭(퇴사), 신웅진, 오점곤, 이승은, 이승주(영상국 영상취재2부장), 김인규, 정재훈, 정찬배(YTN라디오 대표이사 사장), 하성준, 함형건(디지털국 디지털랩장), 호준석(퇴사), 김범환, 원종호, 현덕수, 노종면(퇴사)
- 1995년 1월~2월: (공채or경력 2.5기) 강기찬, 강희택, 권혁근, 기호균, 김익현, 김진국, 김재탁, 김한성, 김한수, 김형식, 문정훈, 박기용, 박선우, 배경호, 백영선, 서영진(타워사업국 타워운영팀장), 서홍수, 여승구, 이규일, 이기래, 이덕희, 이상천, 이영재, 이재우, 전기호, 전봉규, 전재성, 정원태, 정해붕, 최경순, 최재일
- 1995년 3월~12월: (공채 3기) 김민태, 김종욱, 박두만, 배성준, 성도현, 염덕선, 오승엽, 유제동, 임상호, 임장혁, 장명호, 조주현, 최명신, 박경준
- 1996년: (공채 4기) 권석재, 권한주, 김영호, 김태형, 나경환, 박진수(미디어경영본부장), 신현준, 이경준, 임승환(보도국 편집부국장), 최용호, 최재용, 한상옥
- 1997년~1998년: (공채 5기) 김선중, 김종완, 박영진, 박정호, 유투권, 황보연(보도국 취재2부국장(兼 사회부장)), 기수경, 영주
- 1999년~2000년: (공채 6기) 민연주, 김잔디, 서봉국(2TV국 편성기획팀장), 이경재 , 경영희, 임음조, 정유신, 송이지
- 2001년~2002년: (공채 7기) 박신윤(퇴사), 신호, 이종구(보도국장), 이광연, 홍상희(보도국 과학기상부장), 이우영, 윤원식, 김정원
- 2003년~2004년: (공채 8기) 김선영(보도국 앵커팀장), 홍선기, 윤현숙, 김재형, 박소정, 윤재희, 김미선(퇴사), 성문규(2024년 재입사), 이승민, 최영주(보도국 편집2부장), 이동규, 이승준
- 2005년: (공채 9기) 고재형, 곽영주, 강영관, 권준기, 김솔희, 김석순, 김종호, 김지연, 고한석, 구수본(보도국 편집4부장), 박종혁, 서정호, 신현민, 송병준, 이강진, 이만수, 이상은, 이선아, 이승윤(보도국 이슈기획팀장), 이은영, 이지은(보도국 경제부장), 우영택, 원인식, 전준형, 최지환, 홍도영
- 2006년: (공채 10기) 박기현, 홍주예, 황혜경, 이성우
- 2007년: (공채 11기) 강진원(보도제작국 제작2부장), 김웅래, 김지선, 박조은, 시철우, 신윤정, 이상엽, 이승현(퇴사), 장아영
- 2008년~2009년: (공채 12기) 권민석, 김현미, 김현아, 김혜은(보도 편집3부장), 양일혁, 이여진, 염혜원(보도국 선거단장), 정유진(보도제작국 제작3부장), 허성준
- 2010년~2011년: (공채 13기) 김대근, 김평정, 나연수, 안윤학, 이하린, 강정규, 홍성노, 이상곤, 이승배, 조은지
- 2012년: (공채 14기) 김주영, 나영채, 나현호, 류석규, 송보현, 백종규, 오태인, 우희석, 지경윤, 이윤재, 양시창, 연진영, 이자은, 조성호, 조수현, 조용성, 최성훈, 최기성(https://www.youtube.com/watch?v=8_1P_sX7yj4 ), 한동오, 한연희, 홍성욱
- 2013년: (공채 15기) 김경수, 박유동, 우철희, 이형원, 최아영, 임성호, 이현오, 박광렬, 권남기, 김영수
- 2014년: (공채 16기) 강희경, 김승환, 최두희, 최민기, 차유정
- 2015년: (공채 17기) 김태민, 박서경, 김지환, 김세호, 최광현, 차정윤, 박재상, 이주연
- 2016년~2017년: (공채 18기) 심관흠, 이경국, 김대겸, 김민성, 박기완, 오선열, 오훤슬기, 김봉수, 유재원, 노경호, 박재현, 이승창
- 2018년~2019년: (공채 19기) 김다연, 나혜인, 박희재, 송재인, 강보경, 이규, 이수연, 진형욱, 한상원, 강은지, 양영운, 박상주, 정민혁, 황윤태, 임성재, 강민경, 김민규, 정인용, 윤성훈, 우종훈, 김근우
- 2020년: (공채 20기) 정현우, 손효정, 홍민기, 엄윤주, 김광현, 정태우, 온승원, 윤소정, 문지환, 김효진, 박지원, 전대웅, 윤해리
- 2021년: (공채 21기) 황보혜경, 김철희, 김혜린, 양동훈, 이준엽, 박진우, 왕시온, 유준석, 노호건, 이현성, 김성재, 정승기, 김자양, 서은수, 양세희, 전자인, 이영재, 권준수, 윤웅성
- 2022년: (공채 22기):  윤지원, 이근혁, 박정현, 김다현, 김태원, 안동준, 안홍현, 민대홍, 김진현, 이환주, 신귀혜, 이강휘, 권희범, 황인지, 박진송
- 2023년: (공채 23기): 심원보, 신홍, 신하은, 장동욱, 임예진, 임형준, 윤태인, 유서현, 박주미, 한재혁, 김병수, 최윤진, 김민경, 정채운, 박민설, 김현수(퇴사)
- 2024년~2025년: (공채 24기): 김이영, 배민혁, 이현정, 표정우, 정진현, 진수환, 김현준, 변지영, 고영욱, 김보민, 김부현, 이정섭, 한지원, 황지연, 박세미

## 제공 시보 -  2025年 09月 01日부터 연합뉴스TV와 똑같이 광고 송출 예정
- 고려신용정보 : 매 시간 뉴스 시작 전 광고 송출할 것
- 더조은 아스파트
- 땅스부대찌개 : 매 시간 뉴스 종료 직후 광고 송출할 것
- 배제대학교
- 세방그룹
- 쏠라에스티
- 에스지주식회사
- 한글과컴퓨터

## 마케팅

### CI

1995년 3월 1일부터 슬로건과 함께 CI를 공개했다. CI는 무지개의 다채로운 색상을 모티브로 했다. 이는 특정한 색, 편협한 시각에 얽매이지 않는 창조성과 다양성을 상징한다고 밝혔다. 영문 사명을 기존에 쓰였던 YTN 대신 모두 대문자인 YTN로 사용한다고도 밝혔다. 다만 로고는 소문자를 사용한다.

## YTN DMB
- 자회사 YTN DMB의 TV채널 YTN DMB은 채널성격은 종합편성채널이지만 프로야구 중계방송의 일부 프로그램을 제외하면 YTN의 프로그램을 대부분 재송신한다.
  - YTN 24
  - YTN 스포츠24 (진행: 조윤경, 방송시간: 토 02:30)
  - YTN 시청자의 눈 (진행: 김여진, 방송시간: 일 09:30)
  - mYTN 스페셜
  - 생활과학토크 판도사2.0
  - 한국의 맛
  - YTN D-movie
  - 과학,미래를 열다
  - 무한상상 지식개발 무지개
  - 사이언스 의학칼럼
  - YOU are a 닥터
  - 한정호의 인물 포커스
  - ZOOM IN 현장
  - 다큐 한국사探(탐)
  - 황금나침반
  - 날SEE
  - 수학으로 푸는 세상의 비밀
  - 다큐S+

## YTN라디오
YTN라디오는 대한민국의 라디오 방송국이자 YTN라디오의 자회사로, 대한민국 유일의 24시간 보도전문 라디오 채널이다.
 별명으로는 YTN뉴스FM이라는 명칭을 사용한다.
2008년 4월 30일부터 개국했으며 매 15분마다 뉴스를 보도하는 것이 특징이다.

2010년 3월 24일까지는 송신소를 안양시 삼성산에서 성남시 청계산으로 옮겨 가청권을 확대했으며, 대한민국의 수도권 대부분 지역과 충남 북부 지역에서 청취할 수 있다.

## 갤러리

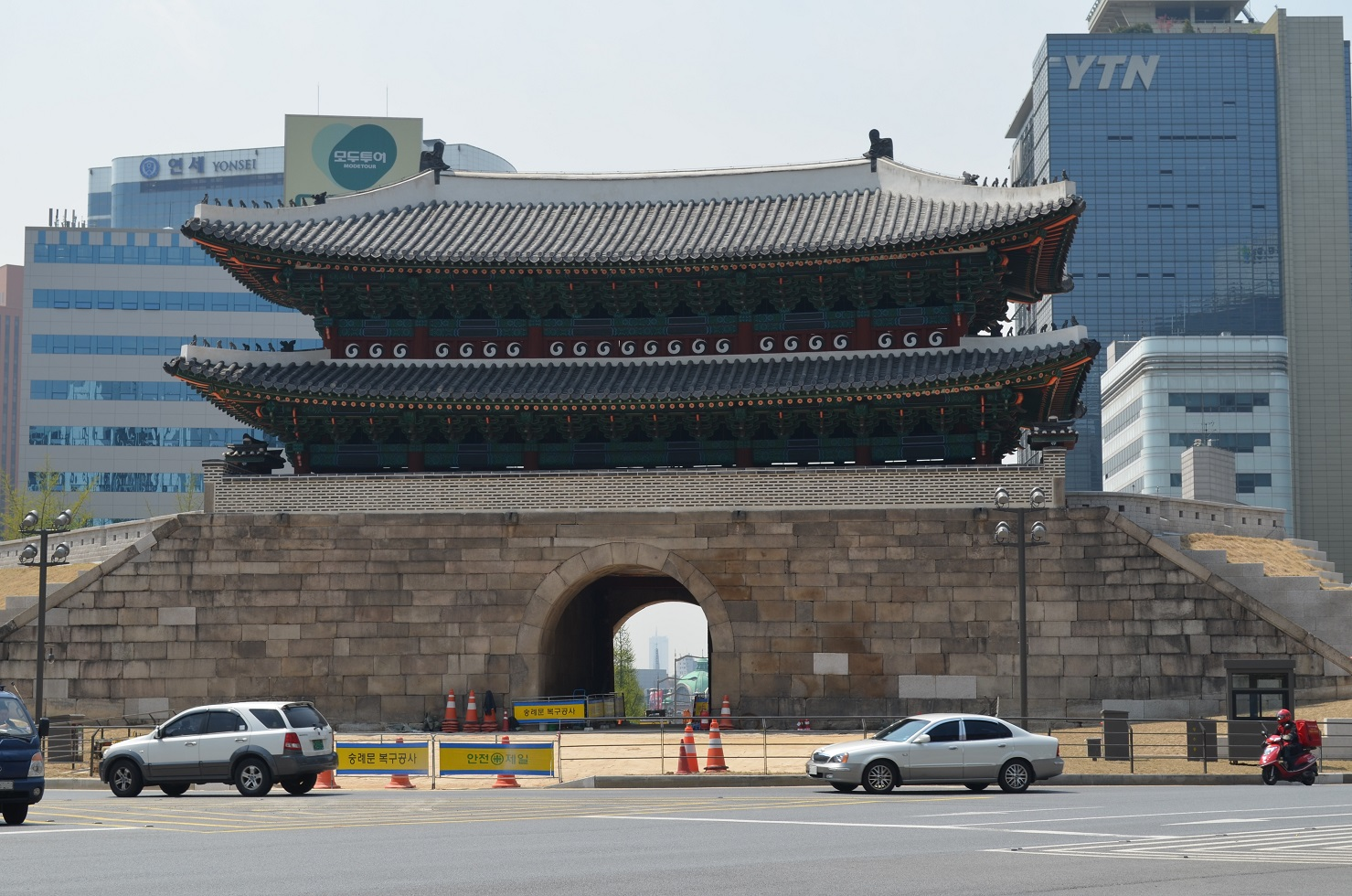
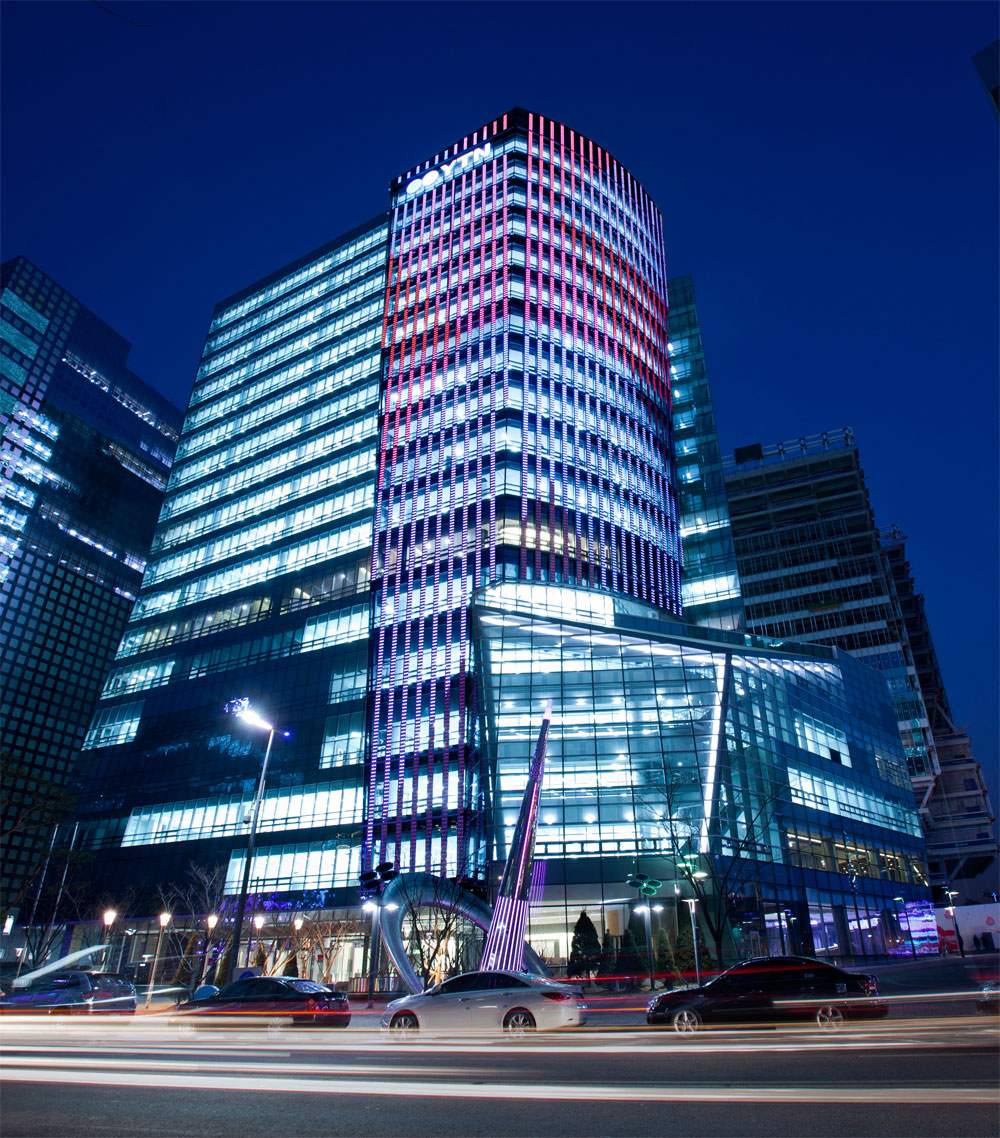

## 미디어
다음과 같은 영화 매체에서 YTN 뉴스 장면이 나왔으며, 실제가 아닌 가상을 포함하고 있다.
- 2021년 《D.P.》
- 2021년 《발신제한》
- 2020년 《정직한 후보》(가상)
- 2020년 《삼진그룹 영어토익반》(가상)
- 2020년 《결백》(가상)
- 2019년 《백두산》(가상)
- 2019년 《우상》(가상)
- 2019년 《뺑반》(가상)
- 2019년 《롱 리브 더 킹: 목포 영웅》(가상)
- 2018년 《목격자》(가상)
- 2018년 《미쓰백》(가상)
- 2018년 《성난황소》(가상)
- 2016년 《히말라야》(실제)
- 2016년 《터널》(가상)
- 2015년 《어벤져스: 에이지 오브 울트론》
- 2012년 《연가시》(가상)
- 2007년 《이장과 군수》(가상)

## 기타
- 매년 12월 31일부터 열리는 보신각 제야의 종 타종 행사에 중계방송을 한다.[7]
- 하단 자막에 왼쪽은 현재 시간과 가운데는 실시간 주요 뉴스, 오른쪽은 날씨[8] 위젯 표시가 있다.
  - [ 00:00 | 주요뉴스 (이 뉴스 내용을 입력하시오.) | 서울 | 🔆 0.0℃]
  - [ 00:00 | 주요뉴스 (이 뉴스 내용을 입력하시오.) | 서울 | 🔆 0.0℃]

## 같이 보기
- KBS 제1라디오
- KBS 제2라디오
- EBS FM
- MBC FM4U
- CBS 음악FM
- BBS FM
- TBS FM
- 시민방송
- 상생방송
- 방송대학TV